# Gregoras Iberitzes

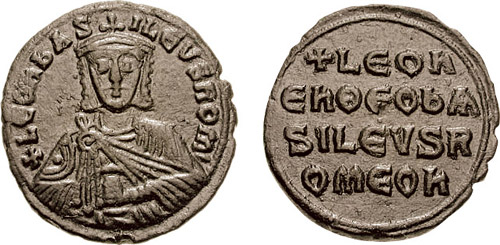
Fólis de r.

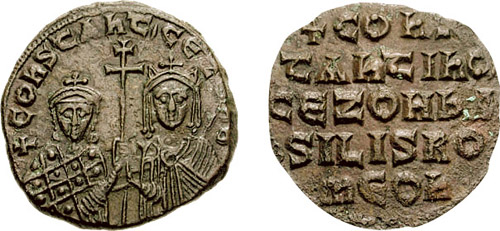
Fólis de r. com sua mãe Zoé Carbonopsina r.

Gregoras Iberitzes (em grego: Γρηγορᾶς Ἰβηρίτζης; romaniz.: Gregoras Iberítzes) foi um nobre e líder militar sênior bizantino do começo do século X.

## História
O sobrenome de Gregoras pode sugerir uma origem ibérica. Era aparentado por casamento com o poderoso clã Ducas, com quem sua carreira esteve entrelaçada. Era quase certamente o sogro de Constantino Ducas, filho do general Andrônico Ducas. Quando o último ascendeu em revolta no inverno de 906/907, talvez devido as maquinações do poderoso eunuco Samonas, Gregoras, que nesse tempo era doméstico das escolas, foi enviado pelo imperador Leão VI, o Sábio (r. 886–912) para confrontar os Ducas, que estavam refugiados na fortaleza de Cabala, próximo de Icônio. Andrônico, contudo, solicitou ajuda dos árabes, e na primavera de 907, um exército sob o governador abássida de Tarso, Rustã ibne Baradu, chegou para ajudá-lo. Segundo Atabari, Andrônico conseguiu levar Gregoras cativo, derrotou suas tropas, e fugiu para o Califado Abássida.
Mais tardar sob o irmão e sucessor de Leão VI, Alexandre (r. 912–913), ascendeu ao posto cortesão supremo de magistro. Como resultado, é possível ser identificado com o magistro de nome desconhecido que no final de 912 entregou cartas do imperador e patriarca Nicolau I Místico (r. 912–925) ao papa Anastácio III (r. 911–913). Após a morte de Alexandre em 6 de junho de 913, Constantino Ducas tentou tomar o trono do jovem Constantino VII Porfirogênito (r. 913–959). Ele entrou em Constantino e passou a noite na mansão de Gregoras, onde planejou seu golpe com seus apoiantes. A tentativa de usurpação falhou com a morte de Constantino na confusão que se seguiu no palácio imperial, depois do que Gregoras e Leão Querosfactes procuraram santuário em Santa Sofia. Eles foram forçadamente removidos, tonsurados e enviados ao Mosteiro de Estúdio. A mansão de Gregoras, que situava-se na acrópole da antiga Bizâncio, aparentemente passou para João Tubácio.